# Museo Ralli (Punta del Este)
El Museo Ralli de Uruguay, ubicado en la ciudad de Punta del Este, es un museo de arte contemporáneo latinoamericano, de los más importantes del mundo, y de arte europeo. Fundado en 1988, es el primero de los museos Ralli en abrir sus puertas.

## Fundación
La Fundación Harry Recanati, fundada por Harry Recanati, dispone de cinco museos cuyo objetivo principal es difundir el arte contemporáneo latinoamericano y europeo. En todos sus museo se pone hincapié en arte, personajes y acontecimientos iberoamericanos, con influencias sobre todo francesas, y en el judaísmo sefardí con énfasis en acontecimientos e hitos históricos.
Los museos están distribuidos entre América del Sur (Punta del Este, Uruguay, 1988 y Santiago de Chile, 1992), España (Marbella, 2000) e Israel (Cesarea, 1993 y 2007). No teniendo fines de lucro, la entrada a todos ellos es gratuita.

## El museo
El Museo Ralli está situado en el centro del barrio puntaesteño de Beverly Hills, rodeado por un parque arbolado de su propiedad, donde «la arquitectura y la naturaleza se fusionan en un entorno único».
Con sus más de 6000 metros cuadrados, el museo, diseñado y proyectado por los arquitectos uruguayos Marita Casciani y Manuel Quinteiro, alterna amplias salas de exposición con patios interiores donde se erigen esculturas en bronce y mármol,
El museo exhibe una variada colección de arte latinoamericano, incluyendo pinturas y esculturas, entre los que se pueden encontrar piezas del artista colombiano Fernando Botero o del uruguayo Manuel Pailós, como también obras de Salvador Dalí, únicas en Uruguay, uno de los artistas más representados en los Museos Ralli (se cuenta con piezas de este artista catalán en todos sus sedes). Además de las colecciones de pinturas y esculturas de artistas iberoamericanos contemporáneos, se exhiben también obras europeas de los siglos XV y XVIII, y otras más contemporáneas, por ejemplo del inglés John Robinson, quien se caracteriza por realizar esculturas en bronce de niños jugando en tamaño natural.
Entre las recientes inauguraciones se pueden destacar la reconocida obra del artista brasileño Juárez Machado y las escenas circenses del premiado argentino Rodolfo Medina.
Siendo parte de una fundación sin ánimos de lucro, la entrada en el museo es gratuita y los visitantes pueden recorrer todos sus espacios en total libertad.